# Feihyla palpebralis
Feihyla palpebralis es una especie de anfibio anuro de la familia Rhacophoridae. Habita en charcas y zonas pantanosas entre los 700 y 2000 m en Vietnam y extremo sur de China. Las principales amenazas a su conservación son la degradación de sus hábitats forestales y la contaminación del agua.